# Sirio B
Sirio B è una stella nana bianca che orbita intorno a Sirio (α Canis Majoris) ad una distanza media di 19,8 au; la distanza è in realtà variabile da un minimo di 8,1 e 31,5 UA, a causa della sua orbita attorno alla primaria, con un periodo di 50 anni.

## Storia delle osservazioni
Friedrich Wilhelm Bessel, il primo astronomo a misurare una parallasse stellare, nel 1844 fu il primo a prevedere l'esistenza di una compagna invisibile di Sirio A, analizzando il moto proprio perturbato della principale, in pratica lo stesso metodo che fu usato, in quegli anni, per scoprire Nettuno. Più tardi, nel 1862, Alvan Clark riuscì nell'impresa di osservare la compagna con un telescopio rifrattore di 18,5 pollici di sua costruzione. Tuttavia solo nel 1925 W.S. Adams la identificò come una nana bianca (la seconda riconosciuta come tale dopo Keid b).

## Caratteristiche

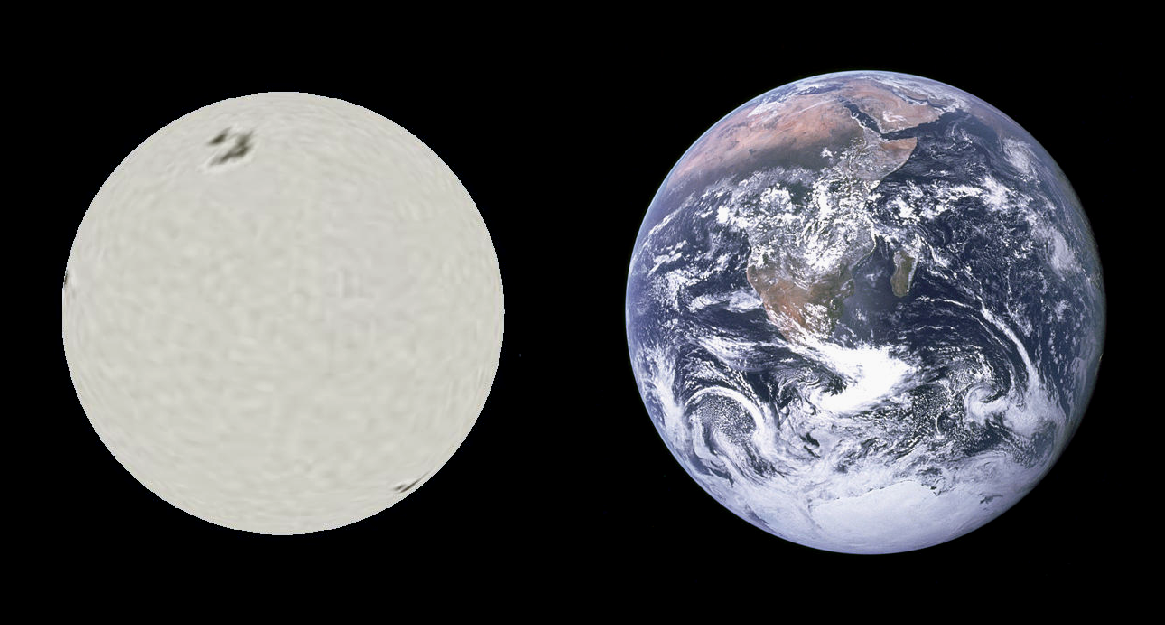
Raffronto tra le dimensioni di Sirio B e della Terra.

Soprannominata "Il cucciolo" (dall'inglese pup), si tratta una nana bianca, dunque una stella molto piccola e con un'elevatissima densità, la cui magnitudine apparente è di circa 8,44. 
Appartiene alla classe spettrale DA 2-5, molto simile a Sirio A, ma a causa delle piccole dimensioni è 8 200 volte meno luminosa della sua ben più grande compagna, e 360 volte più debole del Sole. Di quest'ultimo ha praticamente la stessa massa (100-103%)) ma meno di un centesimo del diametro (0,84%)). Infatti il suo diametro è di circa 11700 km, meno del 92% di quello della Terra. Queste misure concordano con quelle teoriche di una "nana bianca al carbonio, che si sarebbe evoluta a partire da una stella di sequenza principale di classe B di circa 5±0,3 M⊙ circa 125 milioni di anni fa e passata attraverso la fase di gigante rossa. Il sistema di Sirio ha infatti all'incirca 225-250 milioni di anni, e l'evoluzione stellare prevede che una stella con quella massa evolve in circa 100-125 milioni di anni Un tempo Sirio B era dunque più luminosa di Regulus A, la quale attualmente è di classe spettrale B7. La temperatura superficiale è elevata (circa 24000 K), come in tutte le stelle di questo tipo, ma Sirio B si sta lentamente spegnendo fino a diventare, tra miliardi di anni, una nana nera.

## L'enigma dei Dogon

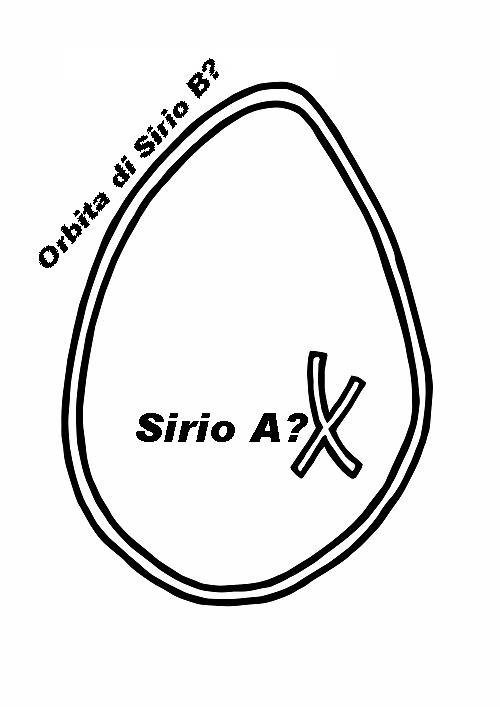
Un graffito Dogon ritraente secondo alcuni studiosi l'orbita di Sirio B attorno a Sirio.

Sirio B è al centro di un dibattito etnologico: secondo gli etnologi Marcel Griaule e Germaine Dieterlen, essa sarebbe nota da almeno 500 anni alla popolazione Dogon, stanziata nel Mali; secondo altri etnologi invece le conoscenze dei Dogon si spiegano grazie a contatti con la civiltà occidentale avvenuti all'inizio del Novecento.
A queste nozioni se ne aggiungevano altre non meno eclatanti: esisterebbe una terza stella nel sistema siriano, Sirio C (Emme ya), quattro volte più leggera di Sirio B ed orbitante anch'essa in 50 anni attorno a Sirio A lungo una traiettoria di maggiore lunghezza.